# سوزان گونارسون
سوزان گونارسون (انگلیسی: Susanne Gunnarsson؛ زادهٔ ۸ سپتامبر ۱۹۶۳) قایقران کایاک اهل سوئد بود.